# Ellos
Ellos Group är ett svenskt e-handelsföretag med huvudkontor och lager i Borås. Ellos Groups verksamhet finns i Norden.

## Historia
Ellos grundades 1947 av Olle Blomqvist och Lars Gustavsson i en nedlagd mjölkaffär. Namnet Ellos kommer av grundarnas namn, Lars Gustafsson och Olle Blomqvist. De ville registrera företaget som LO:s (Lars + Olle). Då detta skulle kunna förväxlas med den gängse benämningen på Landsorganisationen valde de istället att skriva ut bokstäverna efter uttal, vilket blev Ellos. Den första annonsen var för handdukar i juteväv. År 1953 följde den första postorderkatalogen. Från början hade bolaget leverantörer från Sjuhäradsbygden som under 1960-talet började ersättas av leverantörer från Fjärran Östern, bland annat Hongkong och Sydkorea.
Företaget flyttade 1978 till dess nuvarande lokaler i Viared, 10 km väster om Borås, invigde de nya lokalerna. Under 1980-talet etablerade sig Ellos i Norge och Finland. År 1988 förvärvade ICA-koncernen företaget för att på så sätt bredda sin verksamhet. Då hade Ellos 1 500 anställda. 1996 förvärvades den (tidigare) största konkurrenten Josefssons.
År 1997–2013 ingick Ellos Group i franska Redcats-koncernen som var en del av Pinault-Printemps-Redoute (PPR) sedan 2013 under namnet Kering). Sedan 2024 ägs Ellos Group av en grupp nordiska institutionella och privata investerare. Ellos Group hade år 2024 en omsättning om cirka 3,3 miljarder SEK och 500 anställda.
Ellos är en av fotbollsklubben IF Elfsborgs huvudsponsorer.

## E-handelsplattform
Ellos Group driver tre webbutiker med olika inriktning samt en betalplattform; Ellos – kläder- och heminredning, Jotex – textil- och dekorationsprodukter, Homeroom – möbler och heminredning och Elpy - betalplattform.